# Przyrost względny
Przyrost względny - stosowany w statystyce opisowej, rozróżniamy dwa rodzaje przyrostów względnych: łańcuchowe oraz o stałej podstawie.

## Przyrost względny łańcuchowy
{\displaystyle d_{t/t-1}={\frac {y_{t}-y_{t-1}}{y_{t-1}}}}
Komentarz:
- {\displaystyle d_{t/t-1}\cdot 100\%} mówi nam, o ile zmieniła się wartość cechy badanej w okresie t w porównaniu z okresem poprzednim.

Uwaga:
- {\displaystyle d_{t/t-1}\cdot 100\%} nazywane jest łańcuchowym tempem zmian.

## Przyrost względny o stałej podstawie
{\displaystyle d_{t/c}={\frac {y_{t}-y_{c}}{y_{c}}}}
Komentarz:
- {\displaystyle d_{t/c}\cdot 100\%} mówi nam, o ile zmieniła się wartość cechy badanej w okresie t w porównaniu z okresem c.

Uwaga:
- {\displaystyle d_{t/c}\cdot 100\%} nazywane jest tempem zmian o stałej podstawie.